# David McMurtrie Gregg
David McMurtrie Gregg (10 avril 1833 – 7 août 1916) est un fermier, un diplomate, et un général de cavalerie de l'Union au cours de la guerre de Sécession.

## Avant la guerre
David McMurtrie Gregg naît à Huntingdon, en Pennsylvanie. Il est le cousin d'Andrew Gregg Curtin, futur gouverneur de Pennsylvanie pendant la guerre de Sécession. Son grand-père paternel Andrew Gregg a servi à la Chambre des représentants des États-Unis et au Sénat de 1791 à 1813. 
Après avoir suivi des études à l'université à Lewisburg (actuellement l'université Bucknell), il entre à l'académie militaire de West Point et est diplômé en 1855, huitième d'une promotion de 34 cadets,. Au cours de sa scolarité, il acquiert la réputation d'être l'un des meilleurs cavaliers de l'académie.
Il est breveté second lieutenant le 1er juillet 1855 dans le 2nd U.S. Dragoons. Il est promu second lieutenant le 4 septembre suivant dans le 1st U.S. Dragoons. Il sert brièvement au Jefferson Barracks en 1855 et 1856, il est envoyé au Nouveau-Mexique à fort Union puis en Californie,. En 1856-57, il est au fort Tejon en Californie et en 1857-58 au fort Vancouver dans le territoire de Washington. Il est fort Walla Walla en 1858 et participe à la guerre des Cœurs d'Alène.
Il participe à plusieurs engagements contre les Amérindiens lors de son service sur la frontière. Le 17 mai 1858, il participe à un combat désespéré à Tohotonimme. Le 1er septembre 1858 il participe à la bataille de Four Lakes où il commande la compagnie H du 1st Dragoons. Au cours de cet engagement, il tue au moins un des quelque dix Amérindiens tués au combat. Le 5 septembre, il participe à la bataille de Spokane Plains et trois jours plus tard à l'escarmouche de Spokane River. Il revient au fort Walla Walla puis est affecté au fort Dalles (en) en 1859-60 où il participe à des missions de reconnaissance contre les Amérindiens Snakes. Le 24 mai 1860, il participe à une escarmouche près de Harney Lake. En 1860-61, il est affecté dans la réserve de Warm Spring puis revient au fort Tejon.
Peu avant le déclenchement de la guerre de Sécession, il est promu premier lieutenant le 21 mars 1861.

## Guerre de Sécession

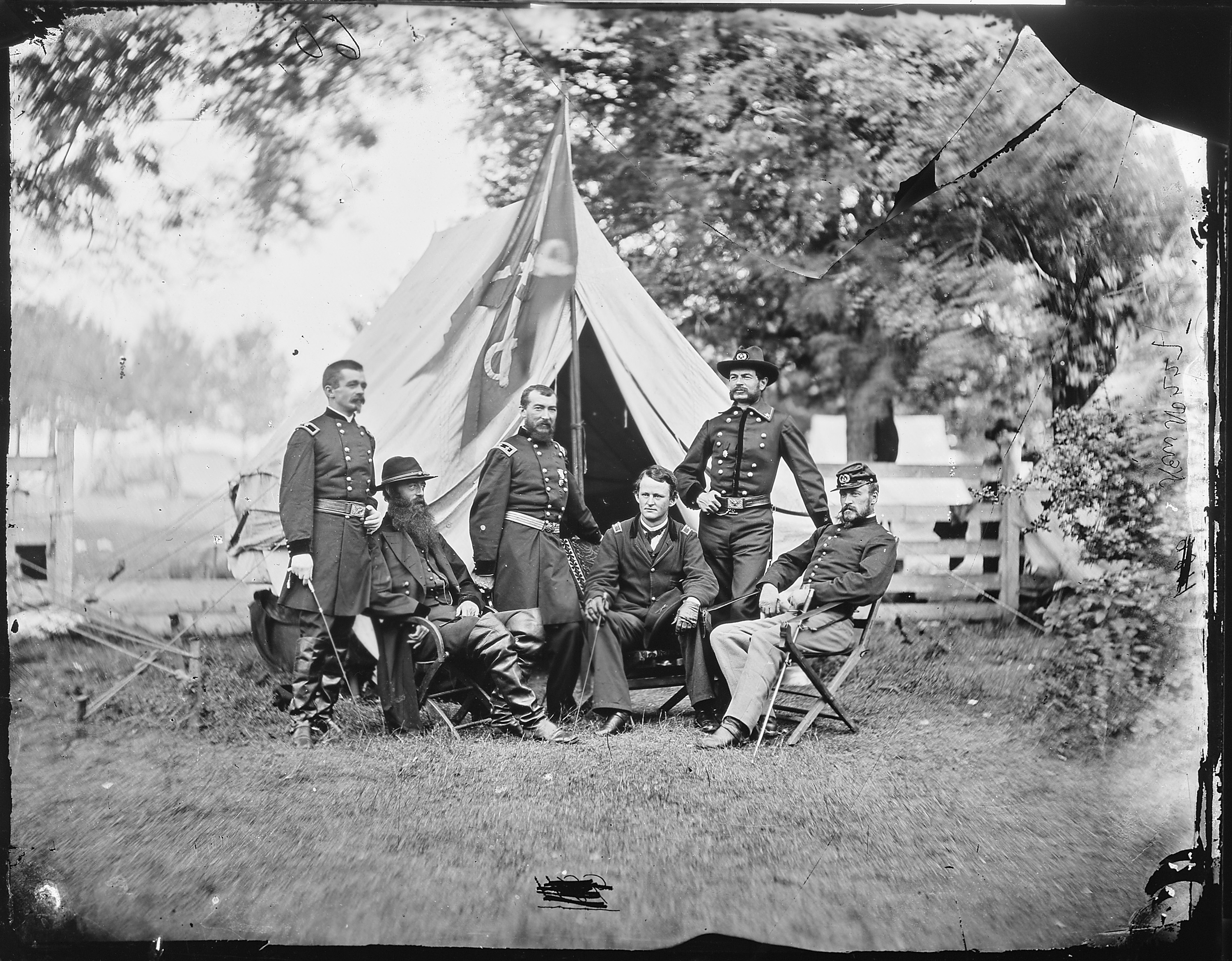
Légende originale : Sheridan, Merritt et d’autres, dont le général Henry E. Davies. Identifiant local des Archives nationales des États-Unis : NWDNS-111-B-60

David McM. Gregg agit en tant qu'adjudant du 12 avril au 14 mai 1861. À l'issue de cette période, il est promu capitaine du 3rd U.S. Cavalry le 14 mai. Le 6 août 1861, il est transféré dans le 6th U.S. Cavalry. Du 12 octobre 1861 à janvier 1862, Gregg est en congé maladie.
Il est promu colonel du 8th Pennsylvania Cavalry de l'armée de l'Union le 24 janvier 1862. Il mène son régiment au cours de la campagne de la Péninsule et participe à la bataille de Fair Oaks à Seven Pines et à la bataille des Sept Jours. Gregg est promu brigadier général des volontaires le 29 novembre 1862.
David McM. Gregg prend le commandement de la troisième division du corps de cavalerie de l'armée du Potomac à partir de la campagne de Chancellorsville,. Il participe alors au raid contre Richmond sous les ordres du général Stoneman. Sa division participe aux batailles de Brandy Station, d'Aldie, de Middleburg, d'Upperville.
Il participe à la bataille de Gettysburg puis à la poursuite de l'armée de Lee. Bien que le général Alfred Pleasonton commande le corps de cavalerie et est responsable de la performance globale des troupes montées, Gregg est généralement crédité de la victoire sur les cavaliers de Stuart. À ce moment, Gregg est un commandant de division récent et est relativement inexpérimenté à la tête d'un commandement indépendant, situation dans laquelle il se retrouve face à Stuart le 3 juillet à l'est de Cemetery Ridge. La division de Gregg est placée pour garder le flanc droit de l'Union aux alentours de Culp's Hill. La ligne de Gregg est reliée à l'infanterie sur Wolf's Hill et s'étend sur la droite pour couvrir les routes de Hanover et de Low Dutch. Les troupes de Gregg observent celle de Stuart qui tentent de contourner les positions de l'Union pour les prendre à revers afin de faire une diversion pendant que la charge de Pickett est lancée. Les troupes de Gregg bloque la progression de Stuart. Après plusieurs tentatives des confédérés pour percer, Gregg lance une contre-attaque avec le 1st Michigan Cavalry menée par Custer. Vers 17 heures, les confédérés se retirent.
Après le raid de la cavalerie de l'Union du major général Philip Sheridan de l'armée du Potomac contre le chemin de fer du centre de la Virginie et la bataille de Trevilian Station, les wagons d'approvisionnement du dépôt récemment abandonné à White House et se dirige vers la rivière James. Le 24 juin 1864, la cavalerie confédérée, en supériorité numérique de cinq brigades contre deux, sous les ordres du major général Wade Hampton attaque la colonne de la division du brigadier général David McM. Gregg à St. Mary's Church. Gregg réussit à couvrir le train de wagons, qui continue à se déplacer sans encombre jusqu'à la James.
David McM. Gregg est breveté major général des volontaires le 1er août 1864 pour conduite hautement méritoire et distinguée tout au long de la campagne et particulièrement lors de la reconnaissance de la route de Charles City.
Gregg est modeste, capable et apprécié de ses hommes. Il garde son calme en toute occasion qui surprend tous ceux autour de lui. Un de ses anciens officiers le décrit comme suit :

« la modestie l'a écarté de la notoriété que beaucoup d'autres ont acquise au travers des journaux ; mais dans l'armée le témoignage de tous les officiers qui le connaissaient était le même. Brave, prudent, incisif lorsque l'occasion nécessitait la vitesse, et ferme comme un roc, il était considéré comme un commandant régimentaire puis comme un major général , comme un homme dont les troupes qui étaient dans ses mains étaient en sécurité. »

## Après la guerre
David McMurtrie Gregg démissionne de l'armée des États-Unis et des volontaires des États-Unis le 3 février 1865 de façon inattendue,. Il part s'installer à Milford dans le Delaware où il devient fermier. En 1874, le président Grant le nomme consul à Prague en Autriche-Hongrie mais revient rapidement aux États-Unis.
Gregg s'installe définitivement à Reading en 1874. Il est auditeur général de Pennsylvanie entre 1892 à 1894. En 1907, il publie The Second Cavalry Division of the Army of the Potomac in the Gettysburg Campaign.
Lorsque David McMurtrie Gregg meurt le 7 août 1916 à Reading, il était le dernier général survivant ayant participé à la bataille de Gettysburg. Il est enterré dans le cimetière Charles Evans.

## Mémoire
Une statue équestre de Gregg, sculptée par Augustus Lukeman, est installée le 7 juillet 1922 à l'intersection de Centre Avenue et Oley Street à Reading.